# Schistophyle
Schistophyle là một chi bướm đêm thuộc họ Geometridae.